# Joseph Malahieude
 (mars 2012).
Si vous disposez d'ouvrages ou d'articles de référence ou si vous connaissez des sites web de qualité traitant du thème abordé ici, merci de compléter l'article en donnant les références utiles à sa vérifiabilité et en les liant à la section « Notes et références ».
Joseph Malahieude, né le 4 octobre 1900 à Wimereux (Pas-de-Calais) et mort le 1er mars 2009 dans la même commune, était le doyen des hommes français après la mort de Pierre Picault le 21 novembre 2008.

## Biographie
Architecte, patron d’une importante et réputée entreprise de bâtiment, il œuvra pour l'expansion de sa commune, Wimereux, en participant à la construction de nombreuses villas et du casino. Il ne prit sa retraite qu'à 75 ans et resta très alerte jusqu'à ses 90 ans.
Il fut également secrétaire puis président d'honneur du syndicat d'initiative, président de l'harmonie municipale de 1920 à 1995 et fondateur du groupement des plages de la Côte d'Opale ainsi que 1er adjoint au Maire.
Il s'est éteint à son domicile le 1er mars 2009.